# Лелей
Лелей (рум. Lelei) — село у повіті Сату-Маре в Румунії. Входить до складу комуни Ходод.
Село розташоване на відстані 402 км на північний захід від Бухареста, 48 км на південь від Сату-Маре, 77 км на північний захід від Клуж-Напоки.

## Населення
За даними перепису населення 2002 року у селі проживали 662 особи.
Національний склад населення села:
| Національність | Кількість осіб | Відсоток |
| -------------- | -------------- | -------- |
| угорці         | 637            | 96,2%    |
| румуни         | 24             | 3,6%     |

Рідною мовою назвали:
| Мова      | Кількість осіб | Відсоток |
| --------- | -------------- | -------- |
| угорська  | 636            | 96,1%    |
| румунська | 24             | 3,6%     |